# Veitchia subdisticha
Espèce
Synonymes
- Drymophloeus subdistichus   (H.E.Moore) H.E.Moore
- Rehderophoenix subdisticha H.E.Moore [1]

Statut de conservation UICN

 DD  : Données insuffisantes
Veitchia subdisticha est une espèce de plantes de la famille des Arecaceae. Ce palmier, endémique des Îles Salomon, a été identifié à l'origine sous le nom de Drymophloeus subdistichus , .

## Publication originale
- Principes 13: 76. 1969.